# Pr. Kr.
pr. Kr. (prije Krista) kratica je za razdoblja u računanju vremena koje kraj stare kalendarske ere i početak nove ere stavlja u doba rođenja Isusa Krista. Isto značenje ima kratica pr. n. e. (prije nove ere, prije naše ere).